# Джексон, Сэм
Сэм Джексон (англ. Sam Jackson; род. 23 сентября 1993 года в Уэтерби, Великобритания) — актёр, известный по роли Алекса в молодёжном сериале «Молокососы».

## Биография
Сэм Джексон — молодой английский режиссёр и актёр. В 2009 году он написал короткий фильм «Henry & Sunny». В 2012 году он получил роль в шестом сезоне «Skins», и присоединился к актёрскому составу третьего поколения, как Алекс.
Джексон работал на телевидении, появился в «Asda» и в ряде небольших ролей в таких шоу, как «Heatbeat». В 2010 году он получил главные роли в «Ten Tigers», короткометражный фильм режиссёра Тони Келли, и «Audrey», где он сыграл роль Эдди. В 2012 году Джексон вступил в третье поколение подростков «Skins», в шестом сезоне, в котором он играет Алекса Хенли. Первоначально он прослушивался на роль Рича в «Skins», но не получил её.

## Фильмография
- 2007—2013 — «Молокососы» / Skins  — Алекс Хенли
- 2007—2013 — «Синдикат» /